# Джордж Паджет Томсън
Джордж Паджет Томсън (на английски: George Paget Thomson) е английски физик, носител на Нобелова награда за физика за 1937 година.

## Биография
Роден е на 3 май 1892 година в Кеймбридж, Англия, син на носителя на Нобелова награда Дж. Дж. Томсън. Завършва Кеймбриджкия университет. Има четири деца – двама сина и две дъщери.
През 1937 година получава Нобелова награда, която дели с Клинтън Дейвисън. И двамата независимо един от друг откриват вълновите свойства на електрона чрез електронна дифракция.
Умира на 10 септември 1975 година в Кеймбридж на 83-годишна възраст.